# Homoródi erődtemplom
A homoródi erődtemplom műemlékké nyilvánított épület Romániában, Brassó megyében. A romániai műemlékek jegyzékében a BV-II-a-A-11722 sorszámon szerepel.